# Prospero Luna
Prospero Luna (20 april 1931 - 23 juli 2010) was een Filipijns acteur. Luna begon zijn carrière in de jaren '60 en speelde zijn laatste rol in 2008. Hij wordt beschouwd als een van de beste "karakter acteurs" van de jaren 60. Zijn grootste rollen waren die in de films Swinging Jet–Age, Gigolo–Gigolet–Nagkagulo–Nagkagalit en Buhay Bombero (allemaal in 1968). Ook speelde hij in de komedie Dr. Yes (1965) van Dolphy en werkte hij mee aan de lang-lopende tv-show Buhay Artista.
Hij emigreerde naar de Verenigde Staten, waar hij woonde tot zijn dood op 79-jarige leeftijd aan de gevolgen van een beroerte.